# Miss Mondo 1990
Miss Mondo 1990, la quarantesima edizione di Miss Mondo, si è tenuta l'8 novembre 1990, presso il London Palladium di Londra, nel Regno Unito. Il concorso è stato presentato da Peter Marshall e Michelle Rocca. Gina Tolleson, rappresentante degli Stati Uniti è stata incoronata Miss Mondo 1990.

## Risultati

### Piazzamenti
| Risultato       | Concorrente |
| --------------- | --- |
| Miss Mondo 1990 | - Stati Uniti - Gina Tolleson |
| 2ª classificata | - Irlanda - Siobhan McClafferty |
| 3ª classificata | - Venezuela - Sharon Luengo |
| Top 5           | - Finlandia - Nina Björkfelt - Nuova Zelanda - Adele Kenny                                                                             |
| Top 10          | - Aruba - Gwendolyne Kwidama - Giamaica - Erica Aquart - Paesi Bassi - Gabrielle Stap - Polonia - Ewa Szymczak - Turchia - Jülide Ateş |

### Regine continentali
| Risultato      | Concorrente                     |
| -------------- | ------------------------------- |
| Africa         | - Kenya - Aisha Lieberg         |
| Americhe       | - Stati Uniti - Gina Tolleson   |
| Asia e Oceania | - Nuova Zelanda - Adele Kenny   |
| Caraibi        | - Giamaica - Erica Aquart       |
| Europa         | - Irlanda - Siobhan McClafferty |

### Riconoscimenti speciali
| Risultato        | Concorrente                 |
| ---------------- | --------------------------- |
| Miss Personality | - Nigeria - Sabina Umeh     |
| Most Photogenic  | - Venezuela - Sharon Luengo |

## Concorrenti
| Nazione                   | Concorrente                         |
| Argentina                 | Romina Rosales                      |
| Aruba                     | Gwendolyne Charlotte Kwidama        |
| Australia                 | Karina Brown                        |
| Austria                   | Carina Friedberger                  |
| Bahamas                   | Lisa Gizelle Strachan               |
| Barbados                  | Cheryl Jean Brewster                |
| Belgio                    | Katia Alens                         |
| Belize                    | Ysela Antonia Zabaneh               |
| Bolivia                   | Daniela Dominguez                   |
| Brasile                   | Karla Cristina Kwiatkowski          |
| Bulgaria                  | Violeta Galabova                    |
| Canada                    | Natasha Palewandrem                 |
| Cecoslovacchia            | Andrea Roskovcová                   |
| Cile                      | Maria Isabel Jara Pizarro           |
| Cipro                     | Emilia Groutidou                    |
| Colombia                  | Angela Mercedes Mariño Ortiz        |
| Corea del Sud             | Goh Hyun-jung                       |
| Costa Rica                | Andrea Murillo Fallas               |
| Curaçao                   | Jacqueline Nelleke Josien Kryjer    |
| Danimarca                 | Charlotte Christiansen              |
| Egitto                    | Dhalia El-Beheri                    |
| El Salvador               | Maria Elena Henriquez               |
| Filippine                 | Antonette Elizalde Ballesteros      |
| Finlandia                 | Nina Björkfelt                      |
| Francia                   | Gaelle Voiry                        |
| Germania                  | Christiane Stocker                  |
| Ghana                     | Dela Tamakole                       |
| Giamaica                  | Erica Aquart                        |
| Giappone                  | Tomoko Iwasaki                      |
| Gibilterra                | Sarah Yeats                         |
| Grecia                    | Sophia Lafkioti                     |
| Guam                      | Mary Esteban                        |
| Guatemala                 | María del Rosario Pérez Aguilar     |
| Honduras                  | Claudia Bendaña McCausland          |
| Hong Kong                 | Elaine da Silva                     |
| India                     | Naveeda Medhi                       |
| Irlanda                   | Siobhan McClafferty                 |
| Islanda                   | Asta Sigridúr Einarsdóttir          |
| Isole Cayman              | Bethea Michelle Christian           |
| Isole Cook                | Angela Manarang                     |
| Isole Vergini Americane   | Keima Akintobi                      |
| Isole Vergini Britanniche | Suzanne Spencer                     |
| Israele                   | Ariela Tessler                      |
| Italia                    | Cristina Gavagnin                   |
| Jugoslavia                | Ivona Brnelić                       |
| Kenya                     | Aisha Wawira Lieberg                |
| Lituania                  | Velga Braznevica                    |
| Lussemburgo               | Bea Jarzynska                       |
| Macao                     | Alexandra Paula Costa Mendes        |
| Madagascar                | Ellys Raza                          |
| Malta                     | Karen Demicoli                      |
| Mauritius                 | Marie Desiree Audrey Pitchen        |
| Messico                   | Luz Maria Mena Basso                |
| Namibia                   | Ronel Liebenberg                    |
| Nigeria                   | Sabina Ifeoma Umeh                  |
| Norvegia                  | Ingeborg Kolseth                    |
| Nuova Zelanda             | Adele Valerie Kenny                 |
| Paesi Bassi               | Gabrielle Stap                      |
| Panama                    | Madeleine Leignadier Dawson         |
| Papua Nuova Guinea        | Nellie Ban                          |
| Paraguay                  | Alba Maria Cordero Rivals           |
| Perù                      | Gisselle Martinez Cuadros           |
| Polonia                   | Ewa Maria Szymczak                  |
| Porto Rico                | Magdalena Pabon                     |
| Portogallo                | Filomena Paula Dias Miranda Marques |
| Regno Unito               | Helen Upton                         |
| Rep. Dominicana           | Brenda Marte Lajara                 |
| Romania                   | Mihaela Raescu                      |
| Singapore                 | Karen Frances Ng                    |
| Spagna                    | Maria del Carmen Carrasco Garcia    |
| Sri Lanka                 | Angela Mary Jane Gunasekera         |
| Stati Uniti               | Gina Marie Tolleson                 |
| Svezia                    | Daniela Jessica Maria Almen         |
| Svizzera                  | Priscilla Leimgruber                |
| Thailandia                | Panida Umsaard                      |
| Trinidad e Tobago         | Guenevere Helen Kelshall            |
| Turchia                   | Julide Ates                         |
| Ungheria                  | Kinga Czuczor                       |
| Unione Sovietica          | Lauma Zemzare                       |
| Uruguay                   | Maria Carolina Casalia Abelia       |
| Venezuela                 | Sharon Raquel Luengo Gonzalez       |